# Wasserschaden
Wasserschäden sind Schäden an und in Gebäuden oder Landschaften infolge von Wassernotständen.

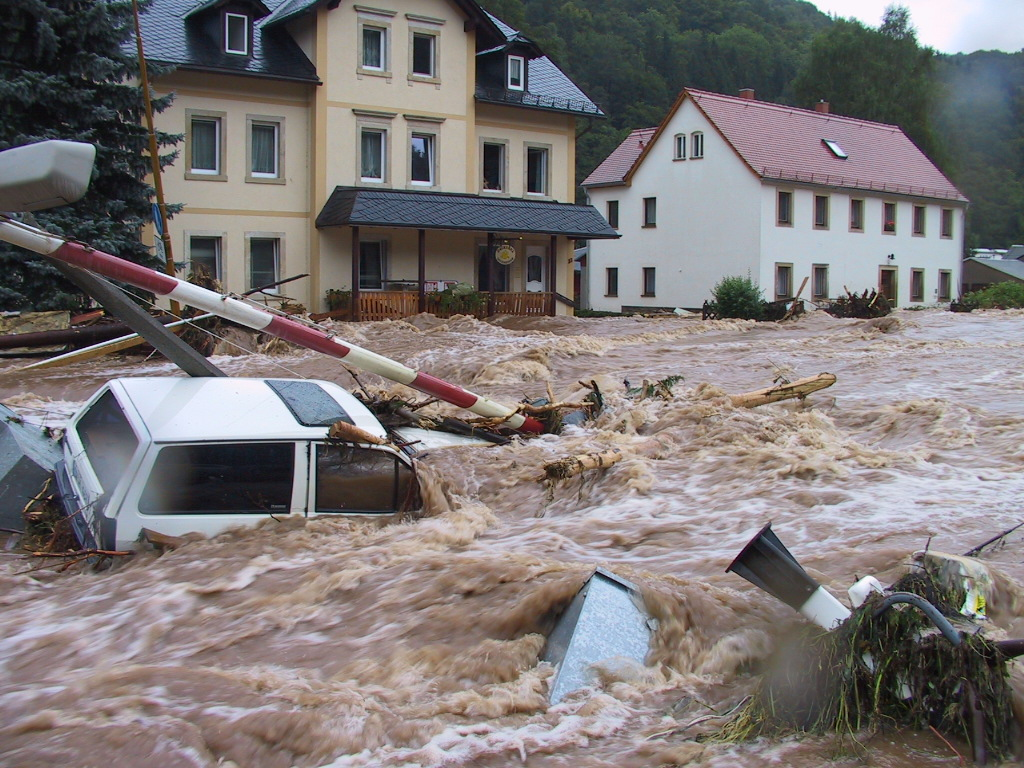
Elbehochwasser: Schlottwitz am 13. August 2002

Sie entstehen entweder durch Naturkatastrophen (zum Beispiel Hochwasser oder Tsunami), zunehmend auch durch Starkregen oder durch Schäden an Wasserleitungen, wie z. B. Wasserrohrbruch.
Weiterhin können Wasserschäden durch den Einsatz von Löschwasser entstehen.
Bei Schäden in einem Gebäude werden Möbelstücke, Türen, Bodenbeläge aber auch Tapeten stark beschädigt. Durch feuchtes Mauerwerk oder in Gebäudedecken können sich Schimmelpilze entwickeln.

## Sofortmaßnahmen nach Wasserschäden
- Bei Leitungswasserschäden sämtliche Hauptwasserventile absperren
- Sämtliche elektrischen Versorgungen schnellstmöglich abschalten und gegen unbeabsichtigtes Wiedereinschalten schützen (Sicherungen an der Netzverteilung)
- Eventuell vorhandene Notstromversorgung abschalten
- Wasser abpumpen und in geeigneten Behältern zwischenlagern
- Restwasser entfernen (Absaugen, Wischen etc.)
- Nasse oder durchfeuchtete Einrichtungsgegenstände (Möbel, Vorhänge, Bodenbeläge etc.) entfernen
- Vorhandene Kabelkanäle öffnen und warme Luft zum Zwecke der Trocknung einleiten
- Raum- bzw. Luftentfeuchter aufstellen und ständig kontrollieren.

Wichtig ist die Ermittlung der Ursache, ein Anlagenmechaniker für Sanitär-, Heizungs- und Klimatechnik kann diese Ursache mithilfe geeigneter Maßnahmen wie bspw. einer Druckprobe, einer Sichtprobe (z. B. ist Wasser unter der Duschwanne etc.) erforschen.
Eine mechanische Ermittlung (durch Aufschlagen der Wände) darf nur im Notfall getätigt werden, Folgeschäden (z. B. Zerstörung des Fliesenspiegels) werden durch die Versicherung nur begrenzt beglichen. Deshalb wird in vielen Fällen eine spezielle Leckageortung durchgeführt um den Schaden genauer einzugrenzen und die Ursachensuche gezielter zu betreiben.

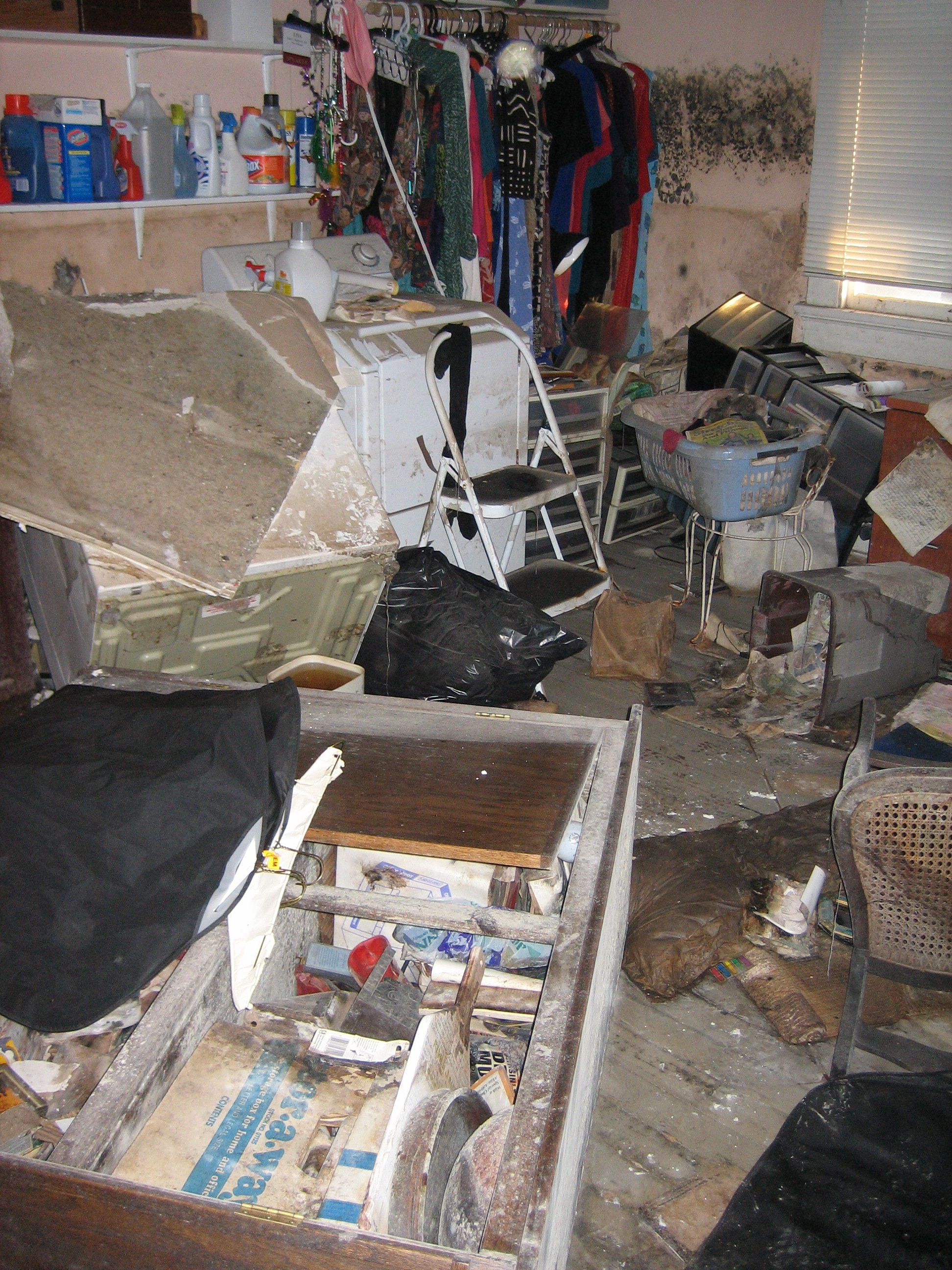
Schimmel in einem Raum

Dabei ist zu beachten, dass Feuchtigkeit in den sogenannten Unter-Estrichbereich eingedrungen sein kann.
Dieser ist der Bereich zwischen der Betonplatte und dem Dämmmaterial (z. B. Polystyrol, vulgo Styropor).
Ist erst einmal dort Nässe eingedrungen, kann diese nur mit Hilfe von speziellen Druckaggregaten herausgepresst werden. Die nach oben in die Zimmerluft geleitete feuchte Luft wird durch geeignete Kondensationstrockner getrocknet und in den Kreislauf nach unten, den betroffenen Unterestrichbereich zugeleitet. Es entsteht ein Trocken-Feuchtluft-Kreislauf. Dieses Verfahren kann nur durch ein Fachunternehmen ausgeführt werden, in aller Regel bezahlen Versicherungen diese anerkannte Maßnahme.
Eine andere Methode ist die sogenannte Adsorptionstrocknung, bei der Feuchtigkeit mit einem Silikatgel aufgenommen wird und über Schläuche in Form von feuchter Luft in den Außenbereich (über Fenster oder dgl.) abgeleitet wird.
Eine seltenere, weil aufwendigere Methode ist die Mikrowellentrocknung. Hier werden hochdosierte Mikrowellenstrahlen auf das feuchte Medium (z. B. Gipswand) gerichtet. Die Trocknung geht sehr schnell vonstatten, erfordert aber speziell geschulte Mitarbeiter wegen der Strahlengefahr.
Wird ein Feuchteschaden nicht erkannt und behoben, droht versteckter Schimmelbefall unter Bodenbelägen mit ernsthaften gesundheitlichen und bautechnischen Schäden. Neben Schimmelpilzen können auf den feuchten Materialien auch Bakterien, u. a. Actinomyceten, wachsen, die ebenfalls zu Gesundheitsschäden führen können.
Daher ist es ratsam, einen Fachmann oder Sachverständigen für Schäden an Gebäuden zu beauftragen um Folgeschäden am Gebäude weitestgehend ausschließen zu können. Denn wenn die Folgeerscheinungen erst nach Monaten oder Jahren nach dem Wasserschaden auftreten (z. B. Echter Hausschwamm, Versalzung des Mauerwerkes) sind diese Kosten immens und werden meist von den Versicherungen, nach der Regulierung, als Folgeschaden abgewiesen.

## Wasserschäden an Büchern
Bei der Behandlung von Wasserschäden an Büchern ist generell Eile geboten, da bei nassem Papier in der Regel innerhalb von 48 Stunden Schimmelbildung einsetzt. Zunächst sollte im betroffenen Raum die Temperatur und Luftfeuchtigkeit möglichst tief abgesenkt und eine gute Belüftung sichergestellt werden. Zur Auswahl einer geeigneten Behandlungsmethode ist eine Sortierung nach Nässegrad angebracht.
Sind die Bücher nur leicht feucht oder ist lediglich der Buchschnitt betroffen, können sie zum Trocknen senkrecht und in aufgefächertem Zustand aufgestellt werden. Danach können sie mit einem kalten Luftstrom, etwa durch einen Ventilator, getrocknet werden. Warmluft ist nicht geeignet, da die Bücher ansonsten zu schnell trocknen und sich stark verformen. Falls sich ein Buch nicht aufrecht stellen lässt, sollte es flach hingelegt und dann etwa alle 25 Seiten ein Blatt Löschpapier eingelegt werden. Dünne Hefte können auch auf einen Wäscheständer gehängt werden, dabei sollten allerdings keine Wäscheklammern verwendet werden.
Bei vollständig durchnässten Bänden empfiehlt sich eine Gefriertrocknung. Bis diese erfolgen kann, sollten die Bücher tiefgefroren werden. Dabei ist darauf zu achten, dass keine zu großen Blöcke entstehen, daher sollen Kunststofffolien zwischen die Bücher (eventuell zwischen je 2–3 Bücher) gelegt werden. Schmutz sollte nicht abgewischt werden, solange die Bücher nass sind. Einbände aus Leder oder Pergament sollten vor einer Trocknung durch festes Einwickeln mit einer Mullbinde stabilisiert werden. Gestrichene Papiere verkleben sehr schnell und sind dann nicht mehr zu retten. Das Einlegen von Kunststofffolien verhindert zwar das Verkleben, aber auch eine Trocknung. Daher haben sich (nicht fusselnde) Papierhandtücher bewährt, die die Feuchtigkeit aufsaugen.

## Wasserschäden in Verbindung mit elektronischen Geräten
Die Teilchen im Wasser sorgen für eine Leitfähigkeit, besonders für Komponenten im Bereich der Elektronik. So kann der Kontakt mit Wasser physikalisch leitende Eigenschaften zwischen Bauteilen erzeugen, die nicht dafür bestimmt sind, was zu einem Kurzschluss führt. Bei besonders empfindlichen Geräten wie Notebooks, Fernsehern oder Smartphones führt dies zunächst zu einem Ausschalten des Gerätes, was bei modernen Geräten der normalen Funktion der Schutzschaltung entspricht. So können weitere Schäden verhindert werden. Ein wiederholtes Einschalten des Gerätes kann zu irreparablen Schäden führen.
Um das Gerät zu schützen, sollte nach einem Kontakt mit Wasser die Spannungsversorgung unterbrochen und alle beweglichen Karten (Sim und gegebenenfalls Speicherkarten) entfernt werden. Ein Trocknen des Gerätes kann dabei helfen, gewünschte Funktionen wieder zu erlangen. Dazu sollte zunächst für eine trockene Umgebung gesorgt werden. Ein vorsichtiges Aussaugen der Ports verhindert weiteres kapillares Vordringen der eingedrungenen Flüssigkeit. Vom Verwenden von Reis zum Trocknen sollte man absehen, da sich nach der Aufnahme des Wassers durch die Reiskörner lokal angeweichter Reis bilden kann, der potentiell die Ports verunreinigt. Silikagel (wie es zum Trockenhalten von Elektronikkomponenten verwendet wird) hilft nebenwirkungsfreier.
Grundsätzlich muss mit Folgeschäden durch Restfeuchte und daraus entstehender Korrosion, Bildung von Grünspan etc. gerechnet werden. Empfindliche elektronische Schaltungen können spätere Fehlfunktionen aufweisen. Auch deshalb erlischt bei Wasserschäden an elektronischen Geräten die Gewährleistung bzw. Garantie. Viele Smartphones haben Indikatoren, woran Hersteller und Reparatur-Werkstätten einen Wasserschaden zweifellos erkennen können.